# Antonio Muñoz Degrain
Antonio Muñoz Degrain, né à Valence (Espagne) le 18 novembre 1840 et mort à Malaga le 12 octobre 1924 , est un peintre espagnol du courant éclectique, un mélange de romantisme et de modernisme. Il réalisa également des portraits.